# Lacassagne
Lacassagne (okzitanisch: La Cassanha) ist eine französische Gemeinde mit 247 Einwohnern (Stand 1. Januar 2022) im Département Hautes-Pyrénées in der Region Okzitanien (vor 2016: Midi-Pyrénées). Sie gehört zum Arrondissement Tarbes und zum Kanton Val d’Adour-Rustan-Madiranais.
Die Einwohner werden Lacassagnais und Lacassagnaises genannt.

## Geographie
Die Gemeinde Lacassagne liegt zwischen dem Canal d’Alaric, einem Seitenkanal des Adour im Westen, und dem Fluss Estéous im Osten, circa 15 Kilometer nordöstlich von Tarbes in der historischen Grafschaft Bigorre am nördlichen Rand des Départements.
Umgeben wird Lacassagne von den fünf Nachbargemeinden:
|            | Rabastens-de-Bigorre                        | Mingot |
| Escondeaux | Kompassrose, die auf Nachbargemeinden zeigt | Sénac  |
|            | Lescurry                                    |        |

## Einwohnerentwicklung

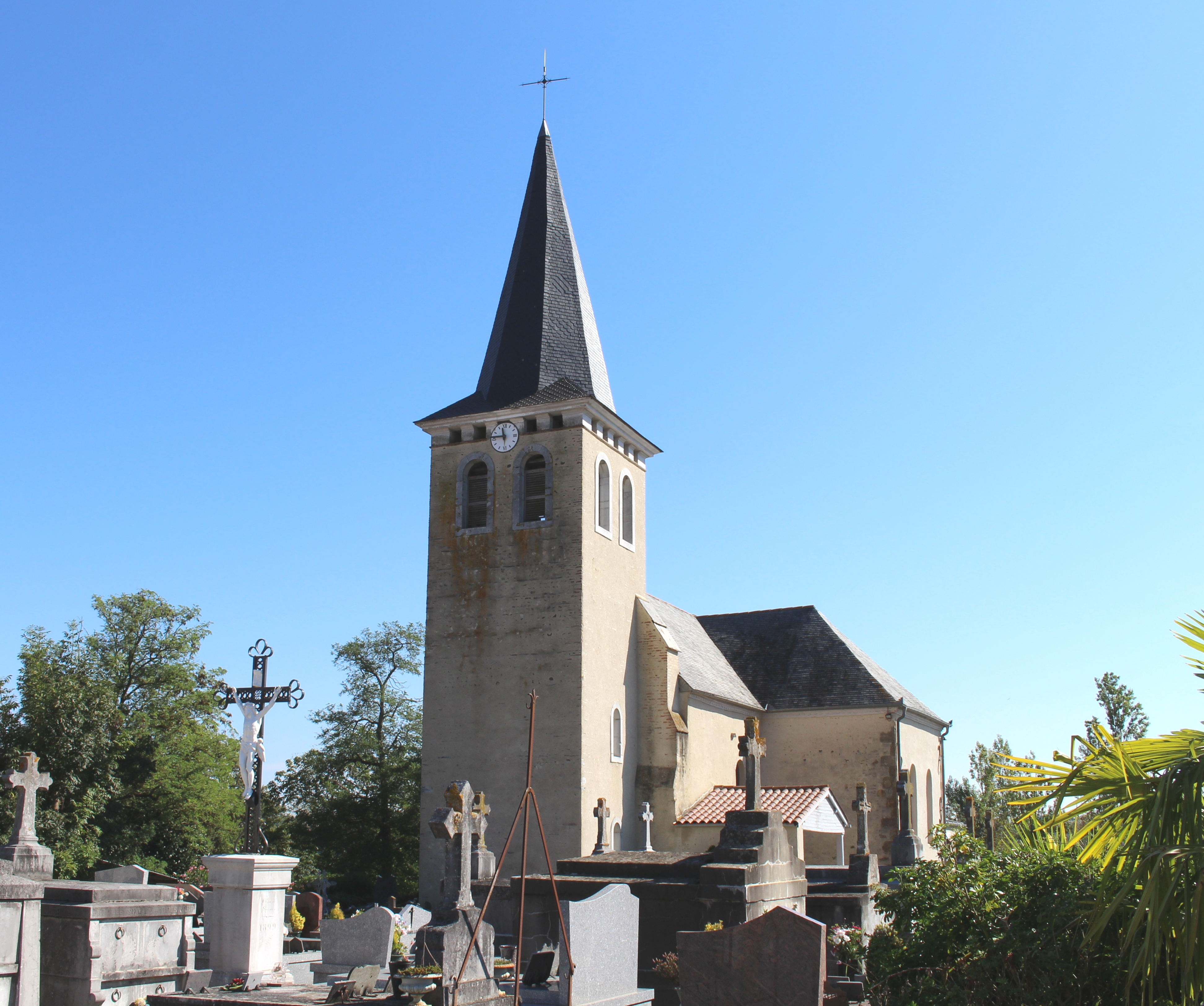
Pfarrkirche Saint-Pierre-Saint-Paul

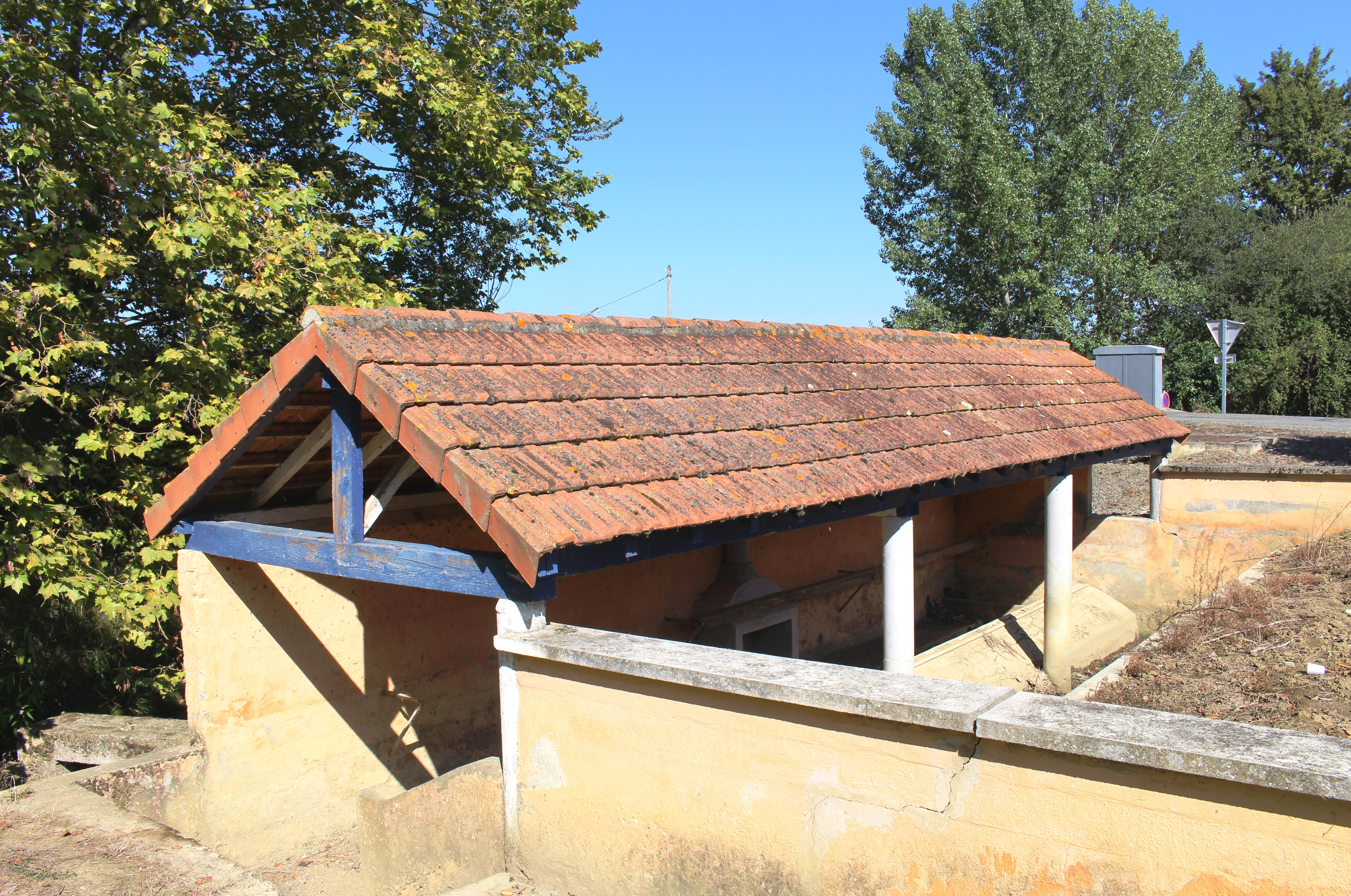
Ehemaliges öffentliches Waschhaus

Nach Beginn der Aufzeichnungen stieg die Einwohnerzahl bis zur ersten Hälfte des 19. Jahrhunderts auf einen Höchststand von rund 500. In der Folgezeit sank die Größe der Gemeinde bei kurzen Erholungsphasen bis zu den 1960er Jahren auf ihren tiefsten Wert mit 175 Einwohnern. Es setzte eine relativ kurze Wachstumsphase ein mit einem relativen Höchststand von rund 215 Einwohnern in den 1980er Jahren. Bis zur Jahrtausendwende stagnierte die Größe der Gemeinde, bevor sich eine erneute Wachstumsphase entwickelte, die heute noch anhält.
| Jahr      | 1962 | 1968 | 1975 | 1982 | 1990 | 1999 | 2006 | 2011 | 2022 |
| --------- | ---- | ---- | ---- | ---- | ---- | ---- | ---- | ---- | ---- |
| Einwohner | 175  | 184  | 202  | 214  | 198  | 175  | 192  | 218  | 247  |

## Sehenswürdigkeiten
- Pfarrkirche Saint-Pierre-Saint-Paul

## Wirtschaft und Infrastruktur
Lacassagne liegt in den Zonen AOC der Schweinerasse Porc noir de Bigorre und des Schinkens Jambon noir de Bigorre.

### Verkehr
Lacassagne ist über die Routes départementales 4, 5 und 304 und der Route nationale 21 erreichbar.
Außerdem ist die Gemeinde über eine Linie des Busnetzes Lignes intermodales d’Occitanie von Auch nach Tarbes mit anderen Gemeinden der Départements und des benachbarten Département Gers verbunden.